# Parrocchie dell'arcidiocesi di Spoleto-Norcia

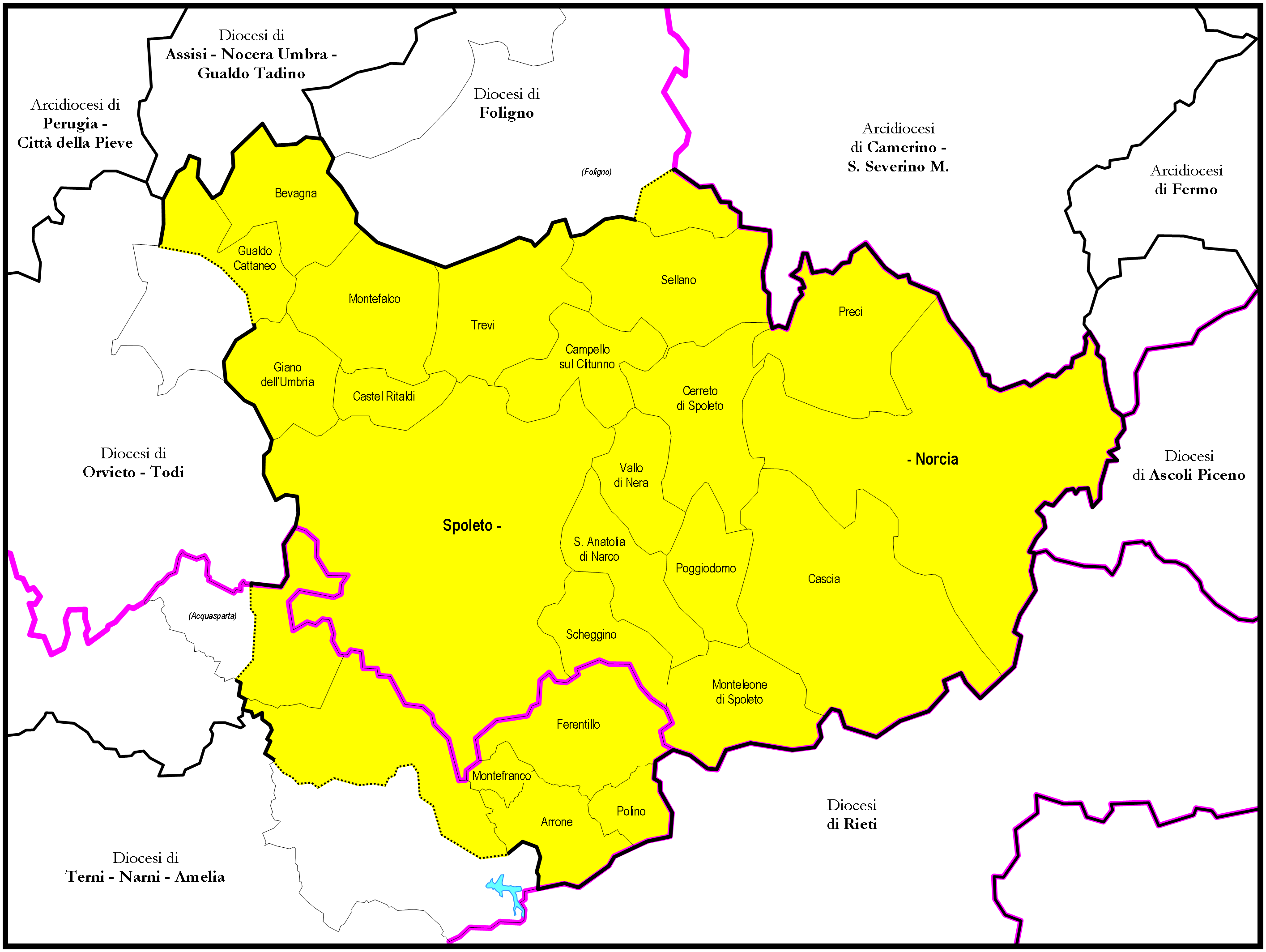
Il territorio dell'arcidiocesi

Le parrocchie dell'arcidiocesi di Spoleto-Norcia sono 71 e sono distribuite in comuni e frazioni appartenenti alle province di Perugia e di Terni.

## Vicariati
L'arcidiocesi di Spoleto-Norcia è organizzata in 5 vicariati.

### Vicariato di Spoleto
| Parrocchia                                       | Patrono                 | Comune  | Frazione/Quartiere |
| ------------------------------------------------ | ----------------------- | ------- | ------------------ |
| Santa Maria Assunta nella Cattedrale-San Filippo | Santa Maria Assunta     | Spoleto | centro             |
| Spoleto - Sacro Cuore                            | Sacro Cuore di Gesù     | Spoleto | centro             |
| Spoleto - San Sabino                             | San Sabino              | Spoleto | San Sabino         |
| Spoleto - San Gregorio Maggiore                  | San Gregorio da Spoleto | Spoleto | centro             |
| Spoleto - Santa Rita                             | Santa Rita da Cascia    | Spoleto | centro             |
| Spoleto - Santi Pietro e Paolo                   | Santi Pietro e Paolo    | Spoleto | centro             |
| Cecalocco                                        | San Giovenale           | Spoleto | Cecalocco          |
| Maiano                                           | San Lorenzo Martire     | Spoleto | Maiano             |
| Montebibico                                      | San Michele Arcangelo   | Spoleto | Montebibico        |
| Monteluco                                        | San Francesco d'Assisi  | Spoleto | Monteluco          |
| Morgnano                                         | San Giovanni Battista   | Spoleto | Morgnano           |
| San Nicolò                                       | San Giovanni Paolo II   | Spoleto | San Nicolò         |
| San Venanzo                                      | San Venanzo             | Spoleto | San Venanzo        |
| Strettura                                        | Santa Maria Assunta     | Spoleto | Strettura          |
| Valle San Martino                                | San Martino Vescovo     | Spoleto | Valle San Martino  |

### Vicariato del Clitunno
| Parrocchia              | Patrono                         | Comune          | Frazione/Quartiere      |
| ----------------------- | ------------------------------- | --------------- | ----------------------- |
| Trevi                   | Sant'Emiliano Vescovo e Martire | Trevi           | centro                  |
| Bevagna                 | San Michele Arcangelo           | Bevagna         | centro                  |
| Baiano                  | San Giovanni                    | Spoleto         | Baiano                  |
| Borgo Trevi             | Sacra Famiglia                  | Trevi           | Borgo                   |
| Bovara                  | San Pietro Apostolo             | Trevi           | Bovara                  |
| Cannaiola               | Beato Pietro Bonilli            | Trevi           | Cannaiola               |
| Cantalupo di Bevagna    | Santa Maria Addolorata          | Bevagna         | Cantalupo               |
| Casale di Montefalco    | San Lorenzo Martire             | Montefalco      | Casale                  |
| Firenzuola              | Santa Maria in Rupis            | Acquasparta     | Firenzuola              |
| Montefalco              | San Bartolomeo Apostolo         | Montefalco      | centro                  |
| Montemartano            | Ascensione di Nostro Signore    | Spoleto         | Montemartano            |
| Pomonte                 | San Michele Arcangelo           | Gualdo Cattaneo | Pomonte                 |
| Porzano                 | San Fortunato                   | Spoleto         | Porzano                 |
| San Martino in Trignano | San Martino Vescovo             | Spoleto         | San Martino in Trignano |
| Santa Maria in Valle    | Santi Antonino e Clemente       | Trevi           | Santa Maria in Valle    |
| Sant'Angelo in Mercole  | Sant'Angelo                     | Spoleto         | Sant'Angelo in Mercole  |
| Turrita                 | Santa Maria                     | Montefalco      | Turrita                 |

### Vicariato Extraurbano
| Parrocchia             | Patrono                      | Comune                | Frazione/Quartiere  |
| ---------------------- | ---------------------------- | --------------------- | ------------------- |
| Gualdo Cattaneo        | Sant'Antonio Martire         | Gualdo Cattaneo       | centro              |
| Bastardo               | San Francesco d'Assisi       | Giano dell'Umbria     | Bastardo            |
| Bazzano                | Sant'Andrea Apostolo         | Spoleto               | Bazzano             |
| Beroide                | Sant'Angelo                  | Spoleto               | Beroide             |
| Campello sul Clitunno  | Santa Maria                  | Campello sul Clitunno | centro              |
| Castel Ritaldi         | San Gregorio                 | Castel Ritaldi        | centro              |
| Castel San Giovanni    | San Giovanni Battista        | Castel Ritaldi        | Castel San Giovanni |
| Cortaccione            | San Gabriele dell'Addolorata | Spoleto               | Cortaccione         |
| Eggi                   | San Michele Arcangelo        | Spoleto               | Eggi                |
| Giano dell'Umbria      | San Michele Arcangelo        | Giano dell'Umbria     | centro              |
| San Brizio di Spoleto  | San Brizio                   | Spoleto               | San Brizio          |
| San Giacomo di Spoleto | San Giacomo Apostolo         | Spoleto               | San Giacomo         |

### Vicariato dei Sibillini
| Parrocchia             | Patrono                                       | Comune                | Frazione/Quartiere |
| ---------------------- | --------------------------------------------- | --------------------- | ------------------ |
| Norcia - concattedrale | Santa Maria                                   | Norcia                | centro             |
| Avendita               | Trasfigurazione di Nostro Signore Gesù Cristo | Cascia                | Avendita           |
| Cascia                 | Santa Maria della Visitazione                 | Cascia                | centro             |
| Monteleone di Spoleto  | San Nicola Vescovo                            | Monteleone di Spoleto | centro             |
| Pian di Chiavano       | Santi Pietro e Paolo                          | Cascia                | Civita             |
| Poggiodomo             | Santissimo Salvatore e San Pietro Apostolo    | Poggiodomo            | centro             |
| Poggioprimocaso        | San Fortunato Confessore                      | Cascia                | Poggioprimocaso    |
| Preci                  | Sant'Eutizio                                  | Preci                 | centro             |
| Roccaporena            | San Montano Vescovo                           | Cascia                | Roccaporena        |

### Vicariato della Valnerina
| Parrocchia             | Patrono                              | Comune                 | Frazione/Quartiere |
| ---------------------- | ------------------------------------ | ---------------------- | ------------------ |
| Ferentillo             | Santa Maria                          | Ferentillo             | centro             |
| Arrone                 | Santa Maria Assunta                  | Arrone                 | centro             |
| Cerreto di Spoleto     | Santa Maria                          | Cerreto di Spoleto     | centro             |
| Cesi                   | Santa Maria Assunta                  | Terni                  | Cesi               |
| Collestatte            | San Pietro Apostolo                  | Terni                  | Collestatte        |
| Montefranco            | Santa Maria Assunta                  | Montefranco            | centro             |
| Polino                 | San Michele Arcangelo                | Polino                 | centro             |
| Portaria               | Santi Filippo e Giacomo              | Acquasparta            | Portaria           |
| Sant'Anatolia di Narco | Sant'Anatolia Vergine e Martire      | Sant'Anatolia di Narco | centro             |
| Scheggino              | San Nicola di Bari                   | Scheggino              | centro             |
| Sellano                | Santa Maria Assunta                  | Sellano                | centro             |
| Torre Orsina           | Santa Maria Assunta                  | Terni                  | Torreorsina        |
| Vallo di Nera          | Santi Michele, Giovanni e Sebastiano | Vallo di Nera          | centro             |
| Verchiano              | Santa Maria Assunta                  | Foligno                | Verchiano          |